# رویداد اتفاقی
یک رویداد اتفاقی یا تصادفی (انگلیسی: Coincidence) همزمانی یا برخورد قابل توجهی از رویدادها یا شرایطی است که ظاهراً هیچ ارتباط علت و معلولی با یکدیگر ندارند. برداشت و ادراک از چنین رویدادهای قابل توجه می‌تواند منجر به باور کردن ادعاهای غیرطبیعی، غیبی یا ماوراء الطبیعه شود. همچنین ممکن است که به‌اعتقاد به تقدیر گرایی بینجامد؛ باور به این که رویدادها دقیقاً به شیوه‌ای از پیش تعیین شده رخ می‌دهند. به‌طور کلی، به دلیل نبودن توضیح پیچیده‌تری، این ذهنیت می‌تواند به عنوان پیوندی با روانشناسی و فلسفهٔ عامیانهٔ پذیرفته‌شده‌ای عمل کند.
از دیدگاه اماری، همزمانی و رخ‌دادن اتفاقی رویدادها امری اجتناب ناپذیر است و اغلب کمتر از آنچه که شهودی به نظر می‌رسند درخور توجه هستند. معمولاً احتمال پیش‌آمدن رویدادهای تصادفی غالباً دست کم گرفته شده‌اند.به عنوان مثال، یکی مسئله روز تولد فرد است: آمار خود نشان می‌دهد که احتمال وجود دو نفر با همان روز تولد در یک گروه که تنها از ۲۳ نفر تشکیل شده، در واقع بیش از ۵۰ درصد است.